# نادیا اولا
نادیا اولا (انگلیسی: Nadia Olla؛ زادهٔ ۷ فوریهٔ ۲۰۰۰) بازیکن فوتبال اهل نیوزیلند است.
وی همچنین در تیم ملی فوتبال زنان نیوزیلند بازی کرده‌است.